# Saki Kumagai
Saki Kumagai (熊谷 紗希 Kumagai Saki?), född 17 oktober 1990 i Sapporo, är en japansk fotbollsspelare som spelar för London City Lionesses. Hon spelar främst som försvarare. Hon har tidigare spelat för bland annat franska Olympique Lyonnais och tyska Bayern München.

## Klubbkarriär
Den 12 maj 2021 värvades Kumagai av tyska Bayern München, där hon skrev på ett tvåårskontrakt. Den 5 juni 2023 värvades Kumagai av italienska AS Roma, där hon skrev på ett tvåårskontrakt.
Den 23 januari 2025 värvades Kumagai av London City Lionesses.

## Landslagskarriär
Kumagai tog OS-silver i damfotbollsturneringen vid de olympiska fotbollsturneringarna 2012 i London. Hon har totalt spelat 119 matcher och gjort ett mål för det japanska landslaget.